# Brendan Søfareren
Brendan Søfareren (født ca. 486, død 578 eller 583) var en irsk opdagelsesrejsende og helgen.
Han var søn af Findlugh, og blev antageligvis født ved Tralee i Kerry. Som barn blev han overladt til St. Ita, en nonne som holdt til i Killeedy. Han fik sin uddannelse ved St. Jarlaths klosterskole, med biskop Erc af Kerry som lærer. Erc ordinerede ham til præst i 512.
Brendan virkede først og fremmest i den vestlige del af Irland, hvor mange steder bærer hans navn, blandt andet Mount Brandon på Dinglehalvøen. Han grundlagde klostre over hele Irland, med Clonfert Abbey i Galway, ca. 559 som det vigtigste. Andre kendte grundlæggelser er Annaghdown Abbey i Galway Inishadroum Abbey i Clare og Ardfert Abbey i Kerry.
Han rejste meget, og skal blandt andet have besøgt Colomba af Iona i Argyll i Skotland. Der findes også flere legender om, at han grundlagde klostre i Skotland og Wales, og at han rejste til Bretagne. Alt dette er yderst usikkert, men han havde en stærk helgenkult alle disse steder.
Han døde i 578 (eller 583) formentlig under et besøg hos sin søster Brig i Annaghdown i Galway. Brendan skal have forudsagt, at der ville blive gjort forsøg på at tilbageholde hans legeme som relikvie, og sørgede derfor for, at hans død blev holdt hemmelig, så legemet kunne fragtes til Clonfert camoufleret som bagage, som han sendte i forvejen, før han selv rejste hjem til klosteret.
Brendan blev snart regnet som helgen, og er en af Irlands tre mest berømte helgener. Han henregnes til gruppen Irlands tolv apostle.
I kunsten vises han gerne, mens han læser messe på et skib, eller stående på en hval. Sidstnævnte henviser til en historie om, at munkene under rejsen (se nedenfor) gik i land på ryggen af en hval for at fejre påskemesse. Efter messen tændte de et bål på det de troede var en holm, og måtte flygte tilbage i bådene, da hvalen vågnede.

## Brendans rejser
Tilnavnet "søfareren" fik han på grund af bogen Brendans rejser, der fortæller historien om hans rejse sammen med 60 munke i skindbåde (currach), da han var syv år gammel. De ledte efter et "forjættet land" i Atlanterhavet. Stedet har været identificeret som Hebriderne eller andre øer nord for Skotland, Færøerne, Island, de Kanariske Øer og Nordamerika, uden at forskerne er kommet til enighed. Bogen blev skrevet af en udvandret irsk munk, og har træk fra både tidlige kristne skrifter og irsk folklore. Den var meget populær, og er bevaret i hele 116 manuskripter på latin fra middelalderen; i tillæg findes den i oversættelse til middelengelsk, fransk, tysk, flamsk, italiensk, provençalsk og norsk. Historien er genfortalt på vers i moderne sprogdragt af Matthew Arnold.
Fortællingen har fællestræk med tidligere immram, rejser til underverdenen – henlagt til øer mod vest i havet, i irsk mytologi. Den mest kendte af disse er Brans sørejse.
En ekspedition ledet af Tim Severin i 1976/77 viste, at det var muligt at sejle med irske skindbåde helt til Nordamerika. Severins bog Navigatio – The Brendan Voyage fortæller i detaljer om mulighederne for, at historien er sand, uden at der bliver identificeret noget sikkert landingssted for munkene.

## Galleri
Dette frimærkeark blev udgivet som fællesudgave mellem det irske, islandske og færøske postvæsen 18. april 1994.
- Brendan opdager Færøerne.
- Brendan opdager Island.
- Miniarket FR 252-253.